# Johann Buxtorf der Jüngere

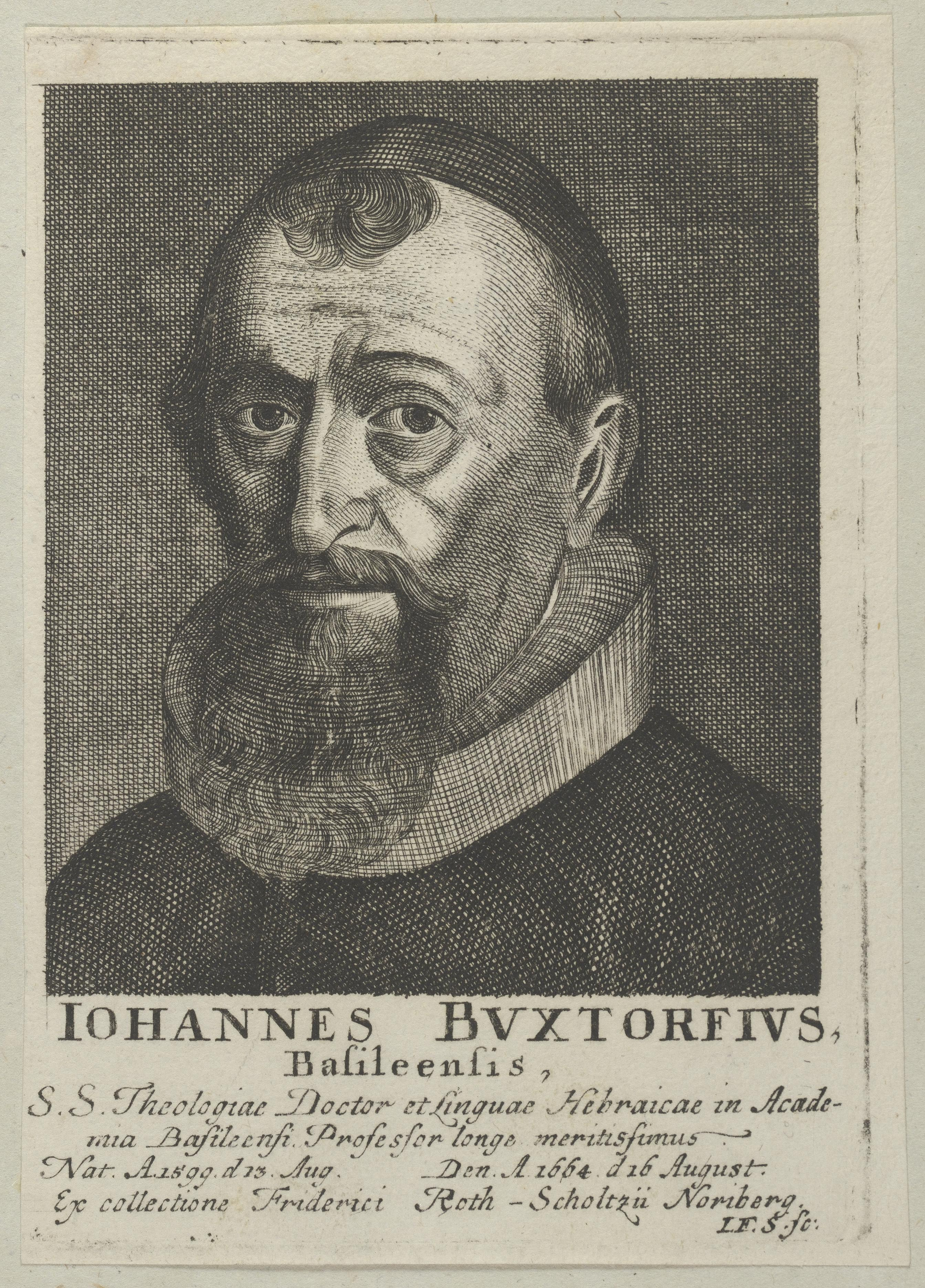

Johann Buxtorf, genannt der Jüngere (* 13. August 1599 in Basel; † 16. August 1664 ebenda) war ein Schweizer reformierter Theologe und Orientalist aus der Familie Buxtorf.

## Leben
Buxtorf studierte an der Universität Basel, wo er bereits mit 16 Jahren den Magistergrad erwarb. Weitere Studienreisen führten ihn an die Universität Heidelberg sowie in die Niederlande (Teilnahme an der Dordrechter Synode 1619), nach England, Frankreich und Genf. 1624 nach Basel zurückgekehrt, wurde er 1627 Diaconus an der Peterskirche. 1630 folgte er seinem Vater Johann Buxtorf dem Älteren auf den Lehrstuhl für Hebräische Sprache in Basel. Nachdem er mehrere Berufungen ausgeschlagen hatte, schuf man 1647 in Basel eine weitere theologische Professur (Dogmatik) für ihn. 1642 wurde er zum Dr. theol. promoviert.
Buxtorf gab mehrere Werke seines Vaters heraus und verfasste viele Abhandlungen, Kommentare und Übersetzungen. 1629 erschien seine lateinische Übersetzung des Führers der Unschlüssigen des Maimonides, 1660 seine lateinische Übersetzung des Kusari des Jehuda ha-Levi. Im Anhang dazu erschien auch eine Übersetzung des 30. Kapitels von Schmuel Archevoltis Arugat ha-Bosem (dt. „Gewürzbeet“). Dieses Kapitel befasst sich mit hebräischer Steganographie bzw. Kryptographie. Er setzte auch den Streit seines Vaters mit Louis Cappel über das Alter der hebräischen Vokalzeichen fort.
Buxtorf korrespondierte mit jüdischen Gelehrten wie Menasse ben Israel, David Cohen de Lara, Jacob Abendana und Isaac Abendana. Obwohl Basel eine reformierte Universität war, studierten bei Buxtorf viele lutherische Gelehrte und Theologen (unter anderem Philipp Jacob Spener, Esdras Edzardus, Johann Benedict Carpzov II., Matthias Wasmuth, Sebastian Schmidt, Eberhard Anckelmann), weil dieser als bester Kenner des Hebräischen galt.
Seine Schrift  Synagoga Judaica (1622) beschrieb detailliert Glaube und Glaubenpraxis der Juden und trug durch seine Popularität dazu bei, Blutanklagen gegen Juden als unsinnig zu entlarven.
Sein Sohn Johann Jakob Buxtorf war Nachfolger seines Vaters auf dem hebräischen Lehrstuhl. Seine Handschriften, meist Übersetzungen rabbinischer Schriften, befinden sich in der Basler Universitätsbibliothek.
Dessen Neffe Johann Buxtorf war sein Nachfolger in der hebräischen Professur.

## Schriften (Auswahl)
- Lexicon chaldaicum et syriacum, 1622.
- Synagoga Judaica, 1622.
- De Linguæ Hebraicæ Origine et Antiquitate, Basel, 1644
- Florilegium Hebraicum Continens Elegantes Sentencias, Proverbia, Apophthegmata: ex Optimis Quibusque Maxime vero Priscis Hebræorum Scriptoribus Collectum et . . . Alphabetice Dispositum. Basel, 1648.
- Tractatus de punctorum, vocalium atque accentuum in libris V. T. hebraicis origine, antiquitate et auctoritate oppositus arcano punctationis revelato Lud. Cappelli, 1648.
- Anticritica seu vindiciae veritatis hebraicae: adversus Lud. Cappelli criticam quam vocat sacram eiusque defensionem, 1653.
- mit Lukas Gernler und Johann Rudolf Wettstein: Syllabus controversiarum religionis, quae ecclesiis orthodoxis cum quibuscunque adversariis intercedunt, Decker, Basel 1662.

Als Herausgeber seines Vaters:
- Concordantiae Bibliorum hebraicae. 1632
- Lexicon Chaldaicum Talmudicum et Rabbinicum. Basel 1639 (Reprint Hildesheim 1974).